# Vänsterförbundet
Vänsterförbundet (förkortning: VF eller vänst.; finska: Vasemmistoliitto, Vas.) är ett politiskt parti i Finland. Det grundades 1990 som arvtagare till Demokratiska förbundet för Finlands folk. Vänsterförbundet medverkade i Paavo Lipponens flerpartiregeringar 1995–2003 och innehade bland annat kultur-, kommun- och skatteministerposterna. Partiet ingick också i regeringen Katainen från 2011 till 2014 samt regeringen Rinne och regeringen Marin (2019–2023) med tre ministrar: Li Andersson, Aino-Kaisa Pekonen och Hanna Sarkkinen.
Vänsterförbundet är medlem i Europeiska vänsterpartiet.

## Historik
Partiet grundades 1990 för att fortsätta den politiska verksamhet som innan dess bedrivits av Demokratiska förbundet för Finlands folk, Finlands kommunistiska parti och Finlands demokratiska kvinnoförbund.

## Partiledare
- 1990–1998 Claes Andersson
- 1998–2006 Suvi-Anne Siimes
- 2006–2009 Martti Korhonen
- 2009–2016 Paavo Arhinmäki
- 2016–2024 Li Andersson
- 2024– Minja Koskela

## Valresultat
| År   | Mandattilldelning | Röster  | Andel   |
| ---- | ----------------- | ------- | ------- |
| 1991 | 19 / 200          | 274 639 | 10,08 % |
| 1995 | 22 / 200          | 310 340 | 11,16 % |
| 1999 | 20 / 200          | 291 675 | 10,88 % |
| 2003 | 19 / 200          | 277 152 | 9,93 %  |
| 2007 | 17 / 200          | 244 296 | 8,82 %  |
| 2011 | 14 / 200          | 238 437 | 8,15 %  |
| 2015 | 12 / 200          | 211 702 | 7,13 %  |
| 2019 | 16 / 200          | 251 808 | 8,2 %   |
| 2023 | 11 / 200          | 218 340 | 7,06 %  |

| År   | Mandattilldelning | Röster  | Andel   |
| ---- | ----------------- | ------- | ------- |
| 1992 | 1 319 / 12 571    | 310 757 | 11,67 % |
| 1996 | 1 128 / 12 482    | 246 597 | 10,37 % |
| 2000 | 1 027 / 12 278    | 219 671 | 9,88 %  |
| 2004 | 987 / 11 966      | 228 358 | 9,56 %  |
| 2008 | 833 / 10 412      | 224 170 | 8,78 %  |
| 2012 | 640 / 9 674       | 199 312 | 8,0 %   |
| 2017 | 658 / 8 999       | 226 626 | 8,8 %   |
| 2021 | 508 / 8 859       | 194 385 | 7,9 %   |

| År   | Mandattilldelning | Röster  | Andel   |
| ---- | ----------------- | ------- | ------- |
| 1996 | 2                 | 236 490 | 10,51 % |
| 1999 | 1                 | 112 757 | 9,08 %  |
| 2004 | 1                 | 151 291 | 9,13 %  |
| 2009 | 0                 | 98 690  | 5,93 %  |
| 2014 | 1                 | 160 818 | 9,3 %   |
| 2019 | 1                 | 125 749 | 6,9 %   |
| 2024 | 3                 | 316 758 | 17,3 %  |

| År   | Kandidat        | Röster  | Andel  |
| ---- | --------------- | ------- | ------ |
| 1994 | Claes Andersson | 122 820 | 3,8 %  |
| 2000 | ingen           | –       | –      |
| 2006 | ingen           | –       | –      |
| 2012 | Paavo Arhinmäki | 167 663 | 5,48 % |
| 2018 | Merja Kyllönen  | 89 977  | 3,0 %  |
| 2024 | Li Andersson    | 158 328 | 4,88 % |